# 藤田隆治
藤田 隆治（ふじた りゅうじ、1907年〈明治40年〉4月13日 - 1965年〈昭和40年〉1月28日）は、日本の日本画家。

## 人物
山口県豊浦郡豊北町（現在の下関市）に生まれる。高島北海、野田九甫に師事する。革新日本画会、青竜社展、新文展に入選。1934年に吉岡堅二らと新日本画研究会を結成。

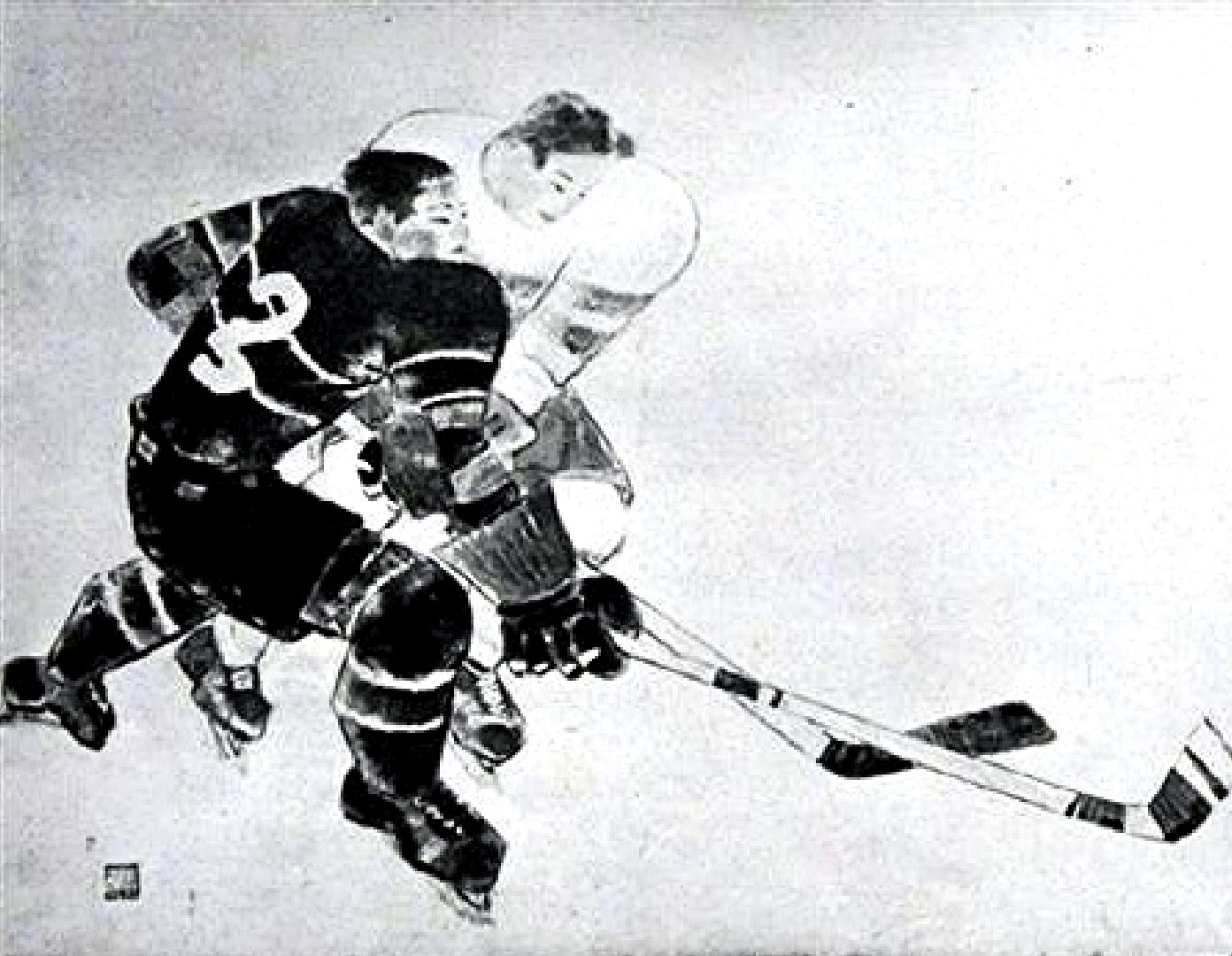
「アイスホッケー」(1936)

1936年ベルリンオリンピックの芸術競技絵画部門に作品「アイスホッケー」で参加し銅メダルを獲得。同作品はナチスに買い上げとなり、その後の行方については明らかではない。弟子の笠青峰が復元を試みた際の資料によると、モデルとなったアイスホッケー選手は慶應義塾大学と王子製紙の選手だという。この競技の二部では、高田力蔵も受賞した。
1938年に新美術人協会を結成。その後、北九州市に移り創作を続けた。佐賀大学講師も務めた。